# Manuel Palau Boix
Manuel Palau Boix (født 4. januar 1893 i Valencia, Spanien, død 18. februar 1967) var en spansk komponist, professor, lærer, rektor, pianist og dirigent.
Boix studerede komposition og klaver på Musikkonservatoriet i Valencia. Herefter studerede han komposition og instrumentation videre i Paris hos bl.a. Charles Koechlin, og Maurice Ravel. Efter sin hjemkomst til Valencia blev han professor og lærer i komposition og direktion på Musikkonservatoriet i Valencia, og senere rektor. Han har skrevet 3 symfonier, orkesterværker, kammermusik, koncertmusik, operaer, balletmusik, vokalmusik etc. Boix levede som professionel dirigent for mange spanske orkestre, og som freelance komponist og lærer.

## Udvalgte værker
- Symfoni nr. 1 (1945) - for orkester
- Symfoni nr. 2 "Murciana" (1944) - for orkester
- Symfoni nr. 3 (1950) - for orkester
- Valencia (1935) - for klaver og orkester